# Philipp Otto Runge
Philipp Otto Runge (Wolgast, 23 de julho de 1777 — Hamburgo, 2 de dezembro de 1810) foi um pintor e desenhista alemão romântico. Embora tenha começado tarde a carreira e morrido jovem, é considerado um dos melhores pintores românticos alemães.

## Vida e trabalho

The Hülsenbeck Children, óleo sobre tela, 1805–1806

Runge nasceu como o nono de onze filhos em Wolgast, Pomerânia Ocidental, então sob domínio sueco, em uma família de construtores navais com laços com a nobreza prussiana da família Sypniewski / von Runge. Quando era uma criança doente, ele frequentemente faltava à escola e desde cedo aprendeu a arte das silhuetas cortadas em tesoura com sua mãe, praticada por ele ao longo de sua vida. Em 1795, ele começou um aprendizado comercial na empresa de seu irmão mais velho, Daniel, em Hamburgo. Em 1799, Daniel apoiou financeiramente Runge para começar a estudar pintura com Jens Juel na Academia de Copenhague. Em 1801 mudou-se para Dresden para continuar seus estudos, onde conheceu Caspar David Friedrich, Ludwig Tieck e sua futura esposa Pauline Bassenge. Ele também começou a estudar extensivamente os escritos do místico do século XVII, Jakob Boehme. Em 1803, em uma visita a Weimar, Runge conheceu inesperadamente Johann Wolfgang von Goethe e os dois formaram uma amizade baseada em seus interesses comuns em cores e arte
Em 1804 ele se casou e se mudou com sua esposa para Hamburgo. Devido aos perigos iminentes da guerra (cerco napoleônico de Hamburgo), eles se mudaram em 1805 para a casa de seus pais em Wolgast, onde permaneceram até 1807. Em 1805, a correspondência de Runge com Goethe sobre o tema de seu trabalho artístico e cor tornou-se mais intensa. Retornando a Hamburgo em 1807, ele e seu irmão Daniel formaram uma nova empresa na qual ele permaneceu ativo até o fim de sua vida. No mesmo ano, ele desenvolveu o conceito de esfera de cores. Em 1808, ele intensificou seu trabalho com cores, incluindo experiências de mistura de cores em disco. Ele também publicou versões escritas de dois contos de fadas populares locais O pescador e sua esposa e A amendoeira, mais tarde incluída entre os contos dos irmãos Grimm. Em 1809, Runge concluiu seu trabalho no manuscrito de Farben-Kugel (esfera colorida), publicado em 1810 em Hamburgo. No mesmo ano, doente com tuberculose, Runge pintou outro autorretrato, bem como retratos de sua família e irmão Daniel. O último de seus quatro filhos nasceu no dia seguinte à morte de Runge.
Runge tinha uma mentalidade mística e profundamente cristã, e em seu trabalho artístico tentou expressar noções da harmonia do universo por meio do simbolismo de cores, formas e números. Ele considerou o azul, o amarelo e o vermelho um símbolo da trindade cristã e igualou o azul a Deus e à noite, o vermelho à manhã, à tarde e a Jesus, e ao amarelo ao Espírito Santo (Runge 1841, I, p. 17).
Como acontece com alguns outros artistas românticos, Runge estava interessado em Gesamtkunstwerk, ou obra de arte total, que era uma tentativa de fundir todas as formas de arte. Ele planejou tal trabalho em torno de uma série de quatro pinturas chamadas The Times of the Day, projetadas para serem vistas em um prédio especial, e vistas com o acompanhamento de música e sua própria poesia. Em 1803, Runge fez gravações em grande formato dos desenhos da série Times of the Day, que se tornou um sucesso comercial, e um conjunto que ele apresentou a Goethe. Ele pintou duas versões de Morning (Kunsthalle, Hamburgo), mas os outros não foram além dos desenhos. "Manhã" foi o início de um novo tipo de paisagem, de religião e emoção.

Der Morgen ("Manhã"), óleo sobre tela, 1808

Runge também foi um dos melhores retratistas alemães de seu período; vários exemplos estão em Hamburgo. Seu estilo era rígido, afiado e intenso, às vezes quase ingênuo.

## Runge e a cor

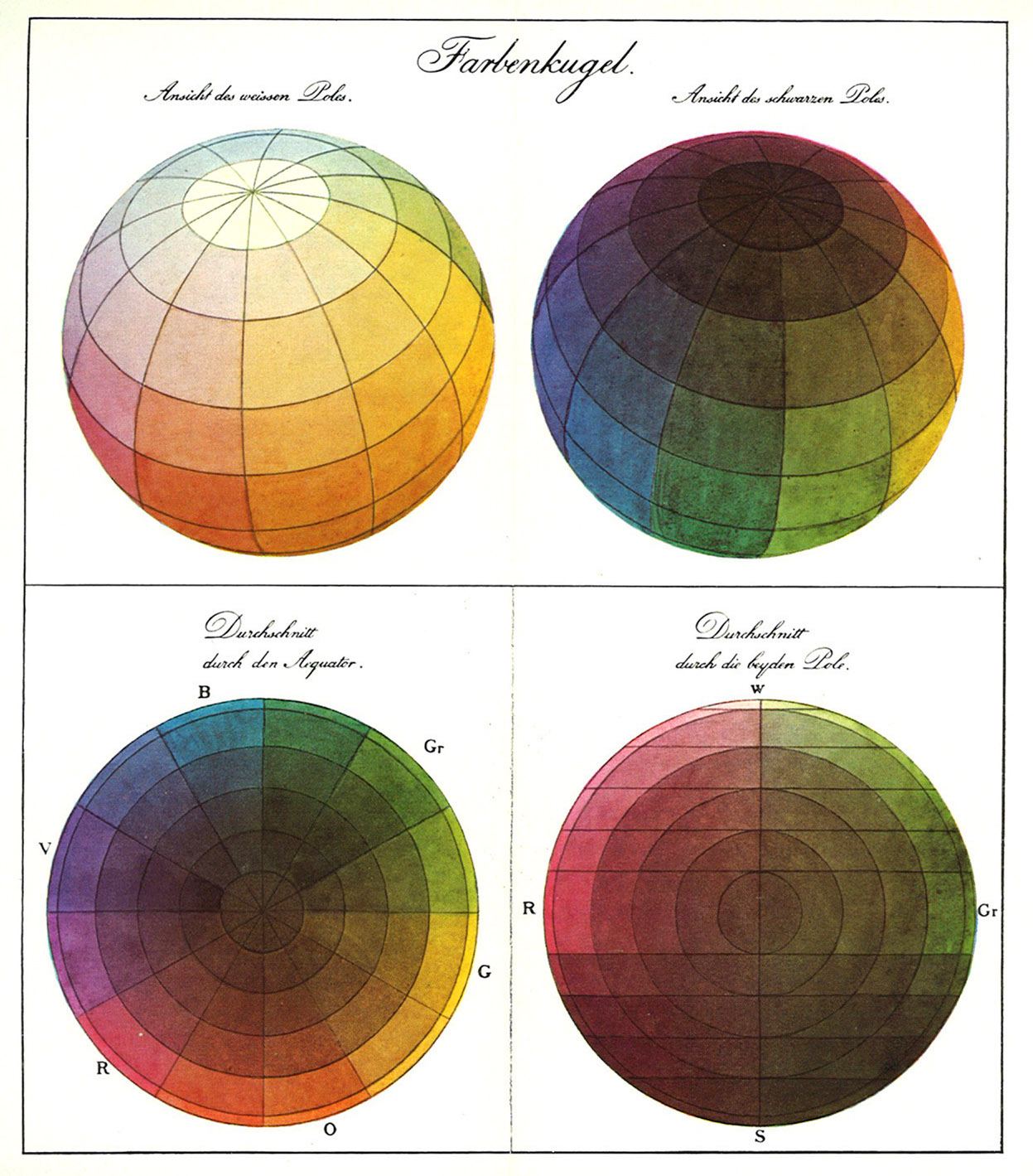
Farbenkugel de Runge (esfera colorida)

O interesse de Runge pelas cores era o resultado natural de seu trabalho como pintor e de sua mente inquisitiva. Entre seus princípios aceitos estava o de que "como se sabe, existem apenas três cores, amarelo, vermelho e azul" (carta a Goethe de 3 de julho de 1806). Seu objetivo era estabelecer o mundo completo das cores resultante da mistura das três, entre si e junto com o branco e o preto. Na mesma longa carta, Runge discutiu com alguns detalhes suas opiniões sobre a ordem das cores e incluiu um esboço de um círculo de mistura, com as três cores primárias formando um triângulo equilátero e, junto com suas misturas de pares, um hexágono.

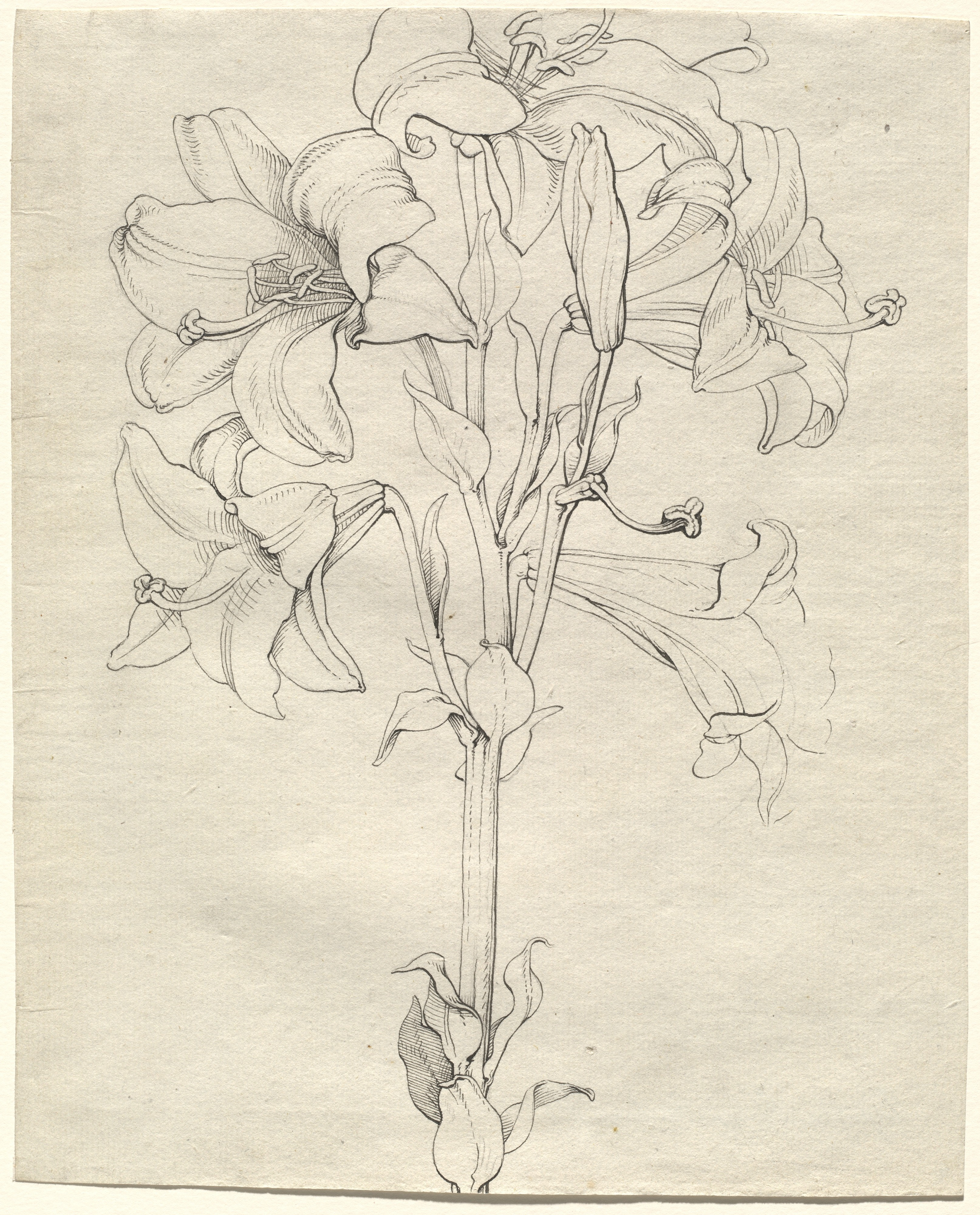
Um talo de lírios com seis flores

Ele chegou ao conceito de esfera de cor em algum momento de 1807, conforme indicado em sua carta a Goethe de 21 de novembro daquele ano, expandindo o círculo de matizes em uma esfera, com o branco e o preto formando os dois polos opostos. Uma mistura de cores sólidas de uma pirâmide triangular dupla foi proposta por Tobias Mayerem 1758, fato conhecido por Runge. Sua expansão daquele sólido em uma esfera parece ter tido uma base idealista, em vez de uma necessidade lógica. Com seus experimentos de mistura de cores de disco de 1807, ele esperava fornecer suporte científico para a forma da esfera. Incentivado por Goethe e outros amigos, ele escreveu em 1808 um manuscrito descrevendo a esfera de cores, publicado em Hamburgo no início de 1810. Além de uma descrição da esfera de cores, contém um ensaio ilustrado sobre as regras de harmonia de cores e outro sobre as cores em natureza escrita pelo amigo de Runge Henrik Steffens. Uma placa colorida à mão inclusa mostra duas visões diferentes da superfície da esfera, bem como fatias horizontais e verticais mostrando a organização de seu interior (veja a figura à esquerda).
A morte prematura de Runge limitou o impacto deste trabalho. Goethe, que havia lido o manuscrito antes da publicação, mencionou-o em seu Farbenlehre de 1810 como "concluindo com sucesso esse tipo de esforço". Ele logo foi ofuscado pelo sistema hemisférico de Michel Eugène Chevreul de 1839. Um sistema de ordem esférica de cores foi patenteado em 1900 por Albert Henry Munsell, logo substituído por uma forma irregular do sólido.